# Sleutelscène
Sleutelscène is een hoorspel van Peter Hemmer. Schlüssel-Szene werd op 13 mei 1972 door de Sender Freies Berlin uitgezonden. Paul Vroom vertaalde het en de BRT zond het uit op zondag 24 maart 1974. De regisseur was Frans Roggen. De uitzending duurde 45 minuten.

## Rolbezetting
- François Bernard
- Julien Schoenaerts

## Inhoud
Dolly’s vrijers treffen elkaar in het trappenhuis, willen beiden voor een uurtje van verborgen geluk naar haar toe en zijn beiden in het bezit van een huissleutel. Als niemand de deur voor hen opent, betreden de beide rivalen aarzelend de woning, waar ze elkaar provoceren en om Dolly’s gunst wedijveren. Ze bedreigen elkaar, ontmaskeren het karakter van de losbandige Dolly, smeden plannetjes om de trouweloze te straffen en doen uiteindelijk de ontdekking dat Dolly in de kamer ernaast gewurgd in de schommelstoel ligt. Nu proberen beiden elkaar de moord ten laste te leggen, sommen motieven en alibi’s op, om het dan plots met elkaar op een akkoordje te gooien…